# Естер Асебо
Естер Асебо (нар. 19 січня 1983, Мадрид) — іспанська акторка, ведуча та репортерка. Як акторка вона з'явилася в Los encantados (2016) та здобула світову популярність у «La casa de papel» (2017–2021).

## Біографія
З дитинства Естер захоплювалася творчістю, другим її улюбленим заняттям був спорт. Вступивши до університету Кастилії-Ла-Манчі, вона присвятила себе вивченню фізкультури як профільного напрямку. Паралельно Асебо брала уроки акторської майстерності і розвивала природний драматичний потенціал. Відразу після закінчення навчального закладу майбутня артистка отримала можливість продемонструвати свої таланти в кадрі, і іспанка не упустила шанс. Її перша можливість з'явилася як ведуча дитячої програми « Космі клуб» . Після цього вона розпочала роботу в Non Stop People, на каналі Movistar +, також в якості ведучої.
Вона продовжувала працювати актрисою та дебютувала на національному телебаченні в серіалі «Ángel o demonio» (Ангел або демон). Також вона зробила стрибок у кіно за допомогою фільму Рікардо Давіли « Los Encantados» («Зачаровані»), який вийшов в мережі Інтернет.
2 травня 2017 року відбулася прем'єра «La casa de papel» в якій вона зіграла Моніку Газамбіде (Стокгольм), одну з головних героїнь.

## Фільмографія
| Рік  | Українська назва     | Оригінальна назва | Роль             |
| ---- | -------------------- | ----------------- | ---------------- |
| 2020 | Жодних мертвих людей | No Muertos        |                  |
| 2019 | Перш ніж програти    | Antes de perder   | Діана            |
| 2018 | Зростати             | Growing Up        | Доктор Марін     |
| 2017 | Паперовий будинок    | La casa de papel  | Моніка Газтамбід |
| 2016 | Заморозити тег       | Los encantados    | Амнезія Карраско |
| 2011 | Ангел або демон      | Ángel o demonio   | Вічна молодість  |
| 2010 | Мадрид ДФ            | Madrid DF         | Ірен             |